# Роман Моргунов
Рома́н Моргуно́в (болг. Роман Моргунов; нар. 4 липня 1982, Болгарія) — болгарський хокеїст українського походження, правий захисник. 
Виступав за команди: «Кедр» (Новоуральськ), «Динамо-Енергія» (Єкатеринбург), «Славія» (Софія), ХК «Лімож».
У складі національної збірної Болгарії учасник чемпіонатів світу 2005 (дивізіон II), 2006 (дивізіон II), 2008 (дивізіон II), 2009 (дивізіон II) і 2010 (дивізіон II). 
Чемпіон Болгарії (2005, 2008, 2009, 2010 «Славія»), володар Кубка Болгарії (2008, 2009, «Славія»).